# Listă de cazuri de canibalism
Aceasta este o listă de cazuri de canibalism
- Locuitorii din Jamestown, prima colonie engleză înființată în America, în statul Virginia, au recurs la canibalism pentru a supraviețui foametei din 1610, conform unor cercetări.[1]
- Insula Nazino, pe care autoritățile sovietice au deportat peste 6.000 de oameni și i-au lăsat să se mănânce între ei. Au supraviețuit doar un sfert.[2]
- Călugării tribului Anghori, temuți pe teritoriul Indiei și exilați în Varanasi, se hrănesc cu carne de om și trăiesc înconjurați de cadavre, cu credința că viața printre cei morți îi va lumina din punct de vedere spiritual.[3]

- Alfred Packer, 1874 [4]
- Issei Sagawa [5]
- 2009, Palwal, India - patru persoane arestate pentru canibalism, fiindcă au consumat din trupul unei femei care urma a fi incinerate.[6]